# Mitocondrie

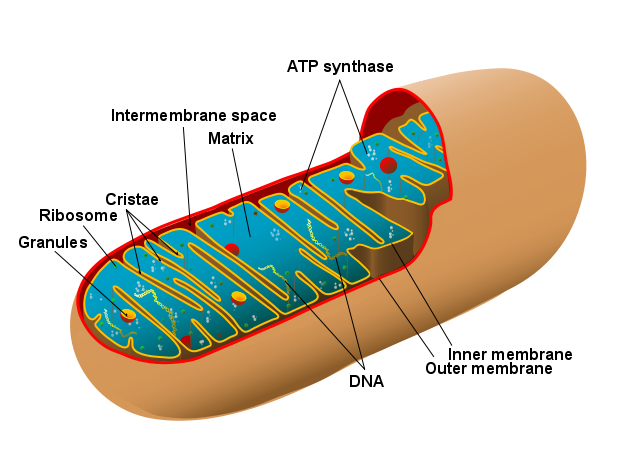
Schița unei mitocondrii umane

Mitocondriile sunt organite celulare întâlnite în toate tipurile de celule eucariote, deoarece conțin enzime oxido-reducătoare necesare respirației. Respirația produce energia necesară organismelor, iar această energie este înmagazinată în moleculele de ATP.
Mitocondriile au material genetic propriu - ADN-ul mitocondrial - care conține informația genetică necesară pentru sinteza enzimelor respiratorii. Este un organit similar cloroplastului.
Totalitatea mitocondriilor dintr-o celulă formează condriozomul.

## Structură
Mitocondriile au forma unor vezicule alungite, sunt organite sferice, ovale sau sub formă de bastonașe.
Mitocondriile sunt formate din:
- membrană dublă: membrană internă cu pliuri - tubului sau creste; membrană externă netedă;
- un sistem de criste mitocondriale (pliurile membranei interne, pe care se află enzime oxido-reducătoare);
- substanță fundamentală (matrix = matrice ce conține ribozomi, ADN, ARN, enzime oxido-reducătoare).

## Evoluție
Mitocondriile se formează prin diviziune. Genele din ADN-ul lor se transmit ereditar, pe linie maternă (această ereditate se numește maternă sau matroclină). Mitocondriile sunt transmise descendenților odată cu citoplasma oosferei.

## Rol
Mitocondriile au următoarele roluri:
- respirație celulară
- fosforilare oxidativă
- sinteza de ATP
- ciclul acidului citric
- transport de ioni
- sintetizează lipide si proteine

Procesele oxidative din mitocondrie generează ca produși secundari anionul superoxid, apă oxigenată.